# 시카고 앤드 노스 웨스턴

시카고 앤드 노스 웨스턴(Chicago and North Western, 보고 표시 CNW)은 미국 중서부의 클래스 I 철도였다. "노스 웨스턴"이라고도 부른다. 철도는 20세기 초에 5,000마일(8,000km) 이상의 선로를 운영했으며, 1970년대 후반에 축소되기 전까지 7개 주에서 12,000마일(19,000km) 이상의 선로를 운영했다. 1972년 직원들이 회사를 인수할 때까지 이름은 시카고 앤드 노스 웨스턴 레일웨이 컴퍼니(Chicago and North Western Railway Company)였다.
C&NW는 시카고그레이트웨스턴철도(Chicago Great Western Railway), 미네폴리스세인트루이스철도(Minneapolis, St. Louis Railway) 등과 같은 다른 철도회사와의 합병으로 인해 미국에서 가장 긴 철도회사 중 하나가 되었다. 1995년에는 트랙 판매 및 폐기로 인해 총 마일리지가 약 5,000마일로 감소했다. 버려지거나 판매된 라인의 대부분은 아이오와, 일리노이, 미네소타, 사우스다코타 및 위스콘신의 인신매매가 적은 지점이었다. 다코타, 미네소타 및 동부 철도의 결과와 같은 대규모 노선 판매는 철도를 여러 지역 피더 및 지점을 갖춘 본선 핵심으로 줄이는 데 더욱 도움이 되었다. 유니언 퍼시픽 철도(UP)는 1995년 4월에 회사를 인수하여 자체 사업장으로 통합했다.